# 結城氏 (地下家)
結城氏（ゆうきし）は、日本の氏族。
江戸時代に蔵人所衆として活動した。通字は秀。下総国の結城氏との関係は不明である。

## 概要
地下家としての結城氏の祖は結城秀延である。秀延は藤原秀備と藤原秀尚女の間に生まれ、安永4年（1776年）12月19日に正六位上に叙され、天明7年（1787年）1月13日に蔵人所衆に任じられている。秀延からは秀繁-秀雅-秀伴と続いた。